# Spasski rajon
Der Spasski rajon (russisch Спасский район) ist ein Rajon in der Oblast Rjasan in Russland. Das Verwaltungszentrum des Rajons ist die Stadt Spassk-Rjasanski.

## Geographie
Der Spasski rajon grenzt im Norden an den Klepikowski rajon sowie den Kassimowski rajon, im Westen an den Rjasanski rajon, im Osten an den Schilowski rajon, im Süden an den Staroschilowski rajon.
Das Klima ist gemäßigt kontinental. Der bedeutendste Fluss des Rajons ist die Oka.
Der Rajon gliederte sich in eine Stadtgemeinde und 15 Landgemeinden.

## Geschichte
Der Spasski rajon wurde im Jahre 1929 gegründet.

## Politik
Oberhaupt des Rajons ist Walerij Meschtscheryakow.

## Verkehr
Durch den Rajon führten die Eisenbahnstrecke Moskau – Tscheljabinsk sowie die föderale Fernstraße M5.